# 配合度 (人際關係)
配合度即「配合程度」的概念，即兩者適合共存在一起的程度。
在人類社會在所有人際關係中，從戀人、夫婦、上司職員、朋友等，配合度是決定關係的成功與否以及關係的長度的當中一個主要因素。在人際關係中配合度意味雙方的性格、習慣、興趣、期望、個人成長速度及方向等是否配合。例如，雙方也注重禮儀舉止文雅、雙方也愛吃壽司、雙方也計劃30歲前結婚生育等。
但各元素也許不需要全是一樣，只要是匹配及彼此互補就是有很高的配合度。例如, 你也許喜歡吃菜莖、他喜歡吃菜葉子, 吃菜時就有較少機會有磨擦。例如, 男的要認威、女的又甘願做他身邊的小羊兒，配合度就高了，相反如雙方也是不認輸硬要臉子，有磨擦，配合度就較低。
男女戀人應該在戀愛約會期間找出、澄清和證實彼此之間配合度。否則，它將在婚姻造成問題和將導致離婚，及將對受影響的孩子的心理有不可彌補的損害。